# Герберт Штіммель
Герберт Ернст Адольф Штіммель (нім. Herbert Ernst Adolf Stimmel; 30 червня 1886, Дармштадт — 16 липня 1946, спецтабір НКВС №2 «Бухенвальд») — німецький воєначальник, генерал-лейтенант вермахту.

## Біографія
Син лікаря Оскара Штіммеля і його дружини Марії, уродженої Еме. 10 березня 1904 року вступив в армію. Учасник Першої світової війни. Після демобілізації армії залишений в рейхсвері. З 1 травня 1938 року — інспектор поповнення у Веймарі. З 10 січня 1940 року — командир дивізії №179, з 11 квітня 1940 року — 98-ї, з 10 червня по 31 липня 1940 року — 279-ї піхотної дивізії. З 15 листопада 1940 року — інспектор поповнення в Егері, одночасно з 1 червня 1944 року — комендант Карлсбада. 1 квітня 1945 року відправлений в резерв ОКГ і більше не отримав призначень.

## Звання
- Лейтенант (18 серпня 1905)
- Оберлейтенант (5 серпня 1914)
- Гауптман (1 лютого 1922; патент від 18 серпня 1915)
- Майор (1 квітня 1928)
- Оберстлейтенант (1 лютого 1933)
- Оберст (1 лютого 1935)
- Генерал-майор (1 квітня 1938)
- Генерал-лейтенант запасу (1 червня 1940)
- Генерал-лейтенант (1 червня 1941)

## Нагороди
- Залізний хрест 2-го класу
- Орден Альберта (Саксонія), лицарський хрест 1-го класу з мечами
- Орден Церінгенського лева, лицарський хрест 2-го класу з мечами
- Ганзейський Хрест (Гамбург)
- Хрест «За заслуги у війні» (Саксен-Мейнінген)
- Почесний знак Австрійського Червоного Хреста, почесна медаль з військовою відзнакою
- Почесний хрест ветерана війни з мечами
- Медаль «За вислугу років у Вермахті» 4-го, 3-го, 2-го і 1-го класу (25 років)
- Хрест Воєнних заслуг
  - 2-го класу з мечами (6 листопада 1940)
  - 1-го класу з мечами (20 квітня 1942)